# Суон-Ривер (тауншип, Миннесота)
Суон-Ривер (англ. Swan River) — тауншип в округе Моррисон, Миннесота, США. На 2000 год его население составило 755 человек.

## География
По данным Бюро переписи населения США площадь тауншипа составляет 97,8 км², из которых 95,6 км² занимает суша, а 2,2 км² — вода (2,25 %).

## Демография
По данным переписи населения 2000 года здесь находились 755 человек, 238 домохозяйств и 197 семей.  Плотность населения —  7,9 чел./км².  На территории тауншипа расположено 253 постройки со средней плотностью 2,6 построек на один квадратный километр. Расовый состав населения: 99,87 % белых и 0,13 % приходится на две или более других рас. Испанцы или латиноамериканцы любой расы составляли 0,26 % от популяции тауншипа.
Из 238 домохозяйств в 41,2 % воспитывались дети до 18 лет, в 71,4 % проживали супружеские пары, в 5,0 % проживали незамужние женщины и в 17,2 % домохозяйств проживали несемейные люди. 16,4 % домохозяйств состояли из одного человека, при том 4,6 % из — одиноких пожилых людей старше 65 лет. Средний размер домохозяйства — 3,17, а семьи — 3,54 человека.
30,9 % населения — младше 18 лет, 9,9 % — в возрасте от 18 до 24 лет, 27,4 % — от 25 до 44, 22,1 % — от 45 до 64, и 9,7 % — старше 65 лет. Средний возраст — 36 лет. На каждые 100 женщин приходилось 125,4 мужчин.  На каждые 100 женщин старше 18 приходилось 116,6 мужчин.
Средний годовой доход домохозяйства составлял 45 536 долларов, а средний годовой доход семьи —  50 893 доллара. Средний доход мужчин —  30 682  доллара, в то время как у женщин — 23 382. Доход на душу населения составил 14 819 долларов. За чертой бедности находились 4,6 % семей и 6,9 % всего населения тауншипа, из которых 4,6 % младше 18 и 16,1 % старше 65 лет.